# Dirty Work
Dirty Work – 18 brytyjski i 20 amerykański album grupy The Rolling Stones.
Producentami albumu byli Jagger i Richards oraz Steve Lillywhite (producent pierwszych trzech albumów grupy U2).

## Lista utworów
1. "One Hit (to the Body)" (Mick Jagger/Keith Richards/Ron Wood) – 4:44
2. "Fight" (Mick Jagger/Keith Richards/Ron Wood) – 3:09
3. "Harlem Shuffle" (Bob Relf/Ernest Nelson) – 3:24
4. "Hold Back" (Mick Jagger/Keith Richards) – 3:53
5. "Too Rude" (Lydon Roberts) – 3:11
6. "Winning Ugly" (Mick Jagger/Keith Richards) – 4:32
7. "Back to Zero" (Mick Jagger/Keith Richards/Chuck Leavell) – 4:00
8. "Dirty Work" (Mick Jagger/Keith Richards/Ron Wood) – 3:53
9. "Had It with You" (Mick Jagger/Keith Richards/Ron Wood) – 3:19
10. "Sleep Tonight" (Mick Jagger/Keith Richards) – 5:11

## Twórcy
- Mick Jagger – śpiew, śpiew towarzyszący, harmonijka
- Keith Richards – elektryczna gitara, śpiew towarzyszący, śpiew, akustyczna gitara, pianino
- Charlie Watts – perkusja
- Ron Wood – elektryczna gitara, śpiew towarzyszący, gitara basowa, akustyczna gitara, elektryczna gitara hawajska, perkusja, saksofon tenorowy
- Bill Wyman – gitara basowa, syntezator
- Jimmy Cliff – śpiew towarzyszący
- Dan Collette – trąbka
- Don Covay – śpiew towarzyszący
- Beverly D'Angelo – śpiew towarzyszący
- Chuck Leavell – keyboard, syntezator, organy
- Kirsty MacColl – śpiew towarzyszący
- Dollette McDonald – śpiew towarzyszący
- Ivan Neville – śpiew towarzyszący, gitara basowa, organy, synezator
- Jimmy Page – elektryczna gitara
- Janice Pendarvis – śpiew towarzyszący
- Patti Scialfa – śpiew towarzyszący
- Tom Waits – śpiew towarzyszący
- Bobby Womack – śpiew towarzyszący, elektryczna gitara

## Listy przebojów
Album
| rok  | Lista             | Pozycja |
| ---- | ----------------- | ------- |
| 1986 | UK Top 100 Albums | 4       |
| 1986 | The Billboard 200 | 4       |

Single
| rok  | Single                  | Lista                             | Pozycja |
| ---- | ----------------------- | --------------------------------- | ------- |
| 1986 | "Harlem Shuffle"        | The Billboard Hot 100             | 5       |
| 1986 | "Harlem Shuffle"        | Mainstream Rock Tracks            | 2       |
| 1986 | "Harlem Shuffle"        | Hot Dance Music/Club Play         | 4       |
| 1986 | "Harlem Shuffle"        | Hot Dance Music/Maxi-Single Sales | 5       |
| 1986 | "Harlem Shuffle"        | UK Top 100 Singles                | 13      |
| 1986 | "Winning Ugly"          | Mainstream Rock Tracks            | 10      |
| 1986 | "One Hit (To the Body)" | Mainstream Rock Tracks            | 3       |
| 1986 | "One Hit (To the Body)" | The Billboard Hot 100             | 28      |
| 1986 | "One Hit (To the Body)" | UK Top 100 Single                 | 80      |